# 김대유 (조선)
김대유(金大有, 1479년 ~ 1551년)는 조선 중기의 문신이다. 본관은 김해이다. 자는 천우(天佑), 호는 삼족당(三足堂)이다.

## 생애
1479년(성종 10) 경상도 청도 미곡에서 태어났다. 아버지 김준손(金駿孫)은 홍문관(弘文館) 직제학(直提學)을 지냈고 어머니 제주 고씨(濟州高氏)는 사도시정(司䆃寺正) 고태익(高台翼)의 딸이다. 1493년 숙부 김일손(金馹孫)의 소개로 정여창(鄭汝昌)을 찾아가서 수학하였다. 무오사화로 김일손이 화를 당할 때 아버지와 함께 호남에 유배되었다가 중종반정으로 8년 만에 사면 되었다.
1507년 진사가 되었으나, 고향에 돌아가 선영을 보살폈다. 1518년 전생서(典牲署)의 직장(直長)이 되었다. 1519년 현량 문과에 3등과로 급제한 뒤 성균관전적·호조좌랑 겸 춘추관기사관·정언·칠원현감(漆原縣監) 등을 두루 역임하였다. 기묘사화로 현량과가 혁파되자, 관작·과제(科第)를 삭탈당하였다. 운문산 우연 삼족당에서 생을 마감했다.

## 가족 관계
- 아버지 : 김준손(金駿孫, 1454년 ∼ 1508년)
- 어머니 : 제주 고씨(濟州高氏) - 고태익(高台翼)의 딸
  - 배필 : 벽진 이씨(碧珍李氏) - 이량(李樑)의 딸
    - 서자 : 김성(金成)
    - 며느리 : 이씨(李氏) - 이세전(李世銓)의 딸
      - 손자 : 김춘(金春)
      - 손자 : 김진(金津)
      - 손부 : 경주 김씨(慶州金氏)
        - 증손 : 김팔개(金八凱)

      - 손녀 : 전주 이씨 이학서(李鶴瑞)에게 출가

    - 서자 : 김생(金生)
    - 며느리 : 벽진 이씨(碧珍李氏) - 이장곤(李長坤)의 딸
      - 손자 : 김일양(金一陽)
      - 손부 : 성주 이씨(星州李氏) - 이은(李段)의딸
        - 증손 : 김진개(金進凱)
        - 증손 : 김응개(金應凱)
        - 증손 : 김일개(金逸凱)
        - 증손 : 김수개(金守凱)
        - 증손 : 김희개(金希凱)

      - 손자 : 김치양(金致陽)
      - 손자 : 김일립(金一立)